# MV Dania
Pour l’article homonyme, voir Dania.
Le MV Dania est un ancien navire de charge qui a été sabordé au large de Mombasa au Kenya afin de servir de récif artificiel. 

## Historique
Le bateau est construit en 1965 dans le chantier naval d'Ulsteinvik en Norvège et immatriculé à Amsterdam par Nieuwe Kustvaart Mij Naamloze Vennootschap. C'est alors un cargo polyvalent qui navigue principalement sur la mer du Nord et la Mer Baltique. En 1969, il est impliqué dans un éperonnage et doit être réparé à Copenhague.
En novembre 1976, il est vendu à l'armateur norvégien Simon Mokster et prend le nom de Kviksholm avant d'être de nouveau vendu en août 1981 à l'armateur mauricien Mascareigne Shipping and Trading Company Limited et d'être rebaptisé Rodriguez. Il  est alors transformé en navire bétailler pour faire la navette entre l'Afrique du Sud, le Mozambique et l'île Maurice.
En 1987, il est acheté par l'armateur Columbus Incorporated. Immatriculé à San Lorenzo au Honduras, il reprend son nom initial de Dania et continue de naviguer le long des côtes africaines de l'océan Indien et sur le golfe Persique. Enfin, en 1997, son dernier armateur est Spanfreight Shipping Limited de Mombasa.
En 2001, le navire est désaffecté, notamment du fait du déclin du trafic international de bétail vivant dans la région pour les embarcations de ce tonnage. Promis au démantelement en Inde, il est finalement racheté par l'entreprise de plongée sous-marine Buccaneer Diving, qui le fait préparer et décontaminer à Mombasa avant de le saborder au large du récif corallien de Leven, par trente mètres de fond, le 27 octobre 2002, avec l'accord du Kenya Wildlife Service. 
L'épave est désormais un récif artificiel habité par une biodiversité importante, et l'une des épaves sous-marines les plus réputées de la côte est-africaine pour la plongée sous-marine.

## Caractéristiques de l'épave
L'épave est située à 1,5 km du « cap Iwetine » (ras Iwetine) à Bamburi, soit à 10 min en bateau à moteur. Ses coordonnées géographique sont 4° 01′ 04″ S, 39° 46′ 28″ E. Elle repose sur un fond sableux à 30 m de fond, les éléments les plus hauts culminant à −12 m. L'épave est très dégagée et relativement sécurisée ; elle est marquée en surface par plusieurs bouées, qui servent également à l'ancrage des bateaux de plongée. 
La colonisation de l'épave par les espèces marines a été excellente, et celle-ci héberge désormais de multiples espèces de coraux et d'éponges, et on y croise de nombreux mérous, barracudas, murènes, poissons-perroquets, labres, poissons de verre, platax et bien d'autres espèces tropicales. 
Buccaneer Diving estime le niveau de difficulté de cette plongée à « Advanced + ».

### Biographie
- (nl) n.c., « Dania », Koninklijke-Nederlandshe-Stoomboot-Maatschappij,‎ 3 février 2012, p. 1-34 (lire en ligne [[doc]])